# Interim management
Interim management, en español dirección de transición, es la provisión temporal de recursos y capacidades de gestión. Puede verse como una asignación temporal de un ejecutivo de probada capacitación para gestionar un periodo de transición, crisis o cambio en una organización. En esta situación, un rol permanente puede ser innecesario o imposible de encontrar a corto plazo, por lo que este tipo de labores son desarrolladas por consultores externos. Además, pueden no existir profesionales internos que sean adecuados o estén disponibles para ocupar el puesto en cuestión.

## Historia
Los antecedentes históricos proceden de la época romana, como los antiguos publicanos romanos o contratistas romanos se dedican a colocar o reparar los edificios públicos, los ejércitos de suministro en el extranjero, o cobrar ciertos impuestos. Este sistema de contratos de arrendamiento estaba bien establecidos ya en el siglo tercero.
La práctica moderna de Interim management comenzó a mediados y finales de la década de 1970, cuando los empleados permanentes en los Países Bajos estaban protegidos por largos períodos de preaviso y las empresas afrontaban grandes costos de despido. El uso de directores de recursos humanos temporales para ejecutar las bajas se presenta como una solución ideal.
Desde la década de 1980, el concepto y el uso de los interim managers como una herramienta de recursos para las organizaciones ha recibido la atención de los investigadores académicos y los responsables políticos, así como los profesionales. 
Un buen ejemplo de Interim management, beneficiado por un cambio geopolítico, era el caso de uso de la agencia alemana de privatización, después de la reunificación del Este y el Oeste, después de 1989 en el este de Alemania ejecutaron la gestión necesaria y desarrollaron las competencias de liderazgo oportunas para reestructurar las empresas anteriormente de propiedad estatal. Estas prácticas siguieron creciendo en la década de 1990 en Alemania, mientras la economía luchaba por hacer frente a la unificación, la recesión y las previsiones económicas ambiciosas resultantes de la "nueva" economía. Un ejemplo destacado, mencionado por Bruns (2006) fue el nombramiento de Helmut Sihler como director general interino de German Telekom AG en 2001.

## Propuesta de valor del Interim management
Hay varios factores que hacen que la oferta de interim management sea cada vez más popular y rentable para las organizaciones clientes. Estos factores se caracterizan como una "propuesta de valor" que los interim mánagers ofrecen a sus clientes. Así pues, estos trabajan y facturan por resultados.
Aunque hay algunas variaciones en las modalidades de interim management (como los trabajadores temporales, autónomos, contratistas y consultores) los siguientes factores son típicos de la propuesta de valor de interim management:
1. Retorno de la inversión. Los interim mánagers añaden valor al usar sus habilidades y experiencia para ayudar a entregar un resultado, solución, servicio o mitigar el riesgo, lo cual ofrece un "retorno de la inversión" significativo para un cliente. Los interim managers están retribuidos según los objetivos a ejecutar y entregar, y no solamente en función de la asistencia.
2. Velocidad. Los interim mánagers pueden comenzar su servicio en cuestión de días en lugar de semanas o meses, hecho de suma importancia cuando el tiempo es crítico. Actúan con pragmatismo en la búsqueda del rápido control de la situación, que entra en vigor nada más incorporarse a la organización cliente. Debido a su experiencia y conocimientos, los interim mánagers también completan las tareas con eficacia y con la debida rapidez.
3. Experiencia. Suelen operar en un nivel superior en la organización del cliente, a menudo siendo sensiblemente sobre-calificados para las funciones que asumen. A menudo incorporan habilidades y conocimientos que no se lanzarían de otra forma, para hacer frente a una brecha o un problema de habilidades específicas. Su experiencia y conocimientos les permite ser productivos y tener un impacto apreciable desde el primer momento, lo que maximiza la probabilidad de éxito.
4. Objetividad. No están condicionados por la política o la cultura de la empresa, y así ofrecen una perspectiva fresca y son capaces de concentrarse en lo que es mejor para el negocio. Como profesionales independientes, son capaces de contribuir con honestidad y sin que constituya una amenaza para el equipo de gestión permanente, y no se ven presionados para extender innecesariamente su asignación.
5. Responsabilidad. En lugar de asumir un papel meramente consultivo, los interim mánagers son los gerentes que tendrán la responsabilidad ejecutiva de gestionar un negocio o proyecto. Se espera de ellos que asuman la responsabilidad por los resultados y por ser una pieza clave fundamental el éxito, y que transmitan la tranquilidad y confianza al cliente de que el interim mánager tiene controlada la administración del proyecto.
6. Eficacia. Al operar en el consejo de administración o de forma muy cercana, el interim mánager recibe la autoridad y credibilidad para efectuar el cambio o transición significativa dentro de una empresa. Añaden activamente valor a la organización del cliente como consecuencia de su experiencia y enfoque, aun cuando el trabajo y las decisiones a tomar son difíciles.
7. Compromiso. Los interim mánagers mantienen un alto nivel profesional, ya que su trabajo futuro se basa en referencias y una trayectoria de éxito. Por lo tanto, tienen un interés en el éxito de las tareas que realizan. Esto contrasta favorablemente con otros “trabajadores temporales", que también pueden estar “buscando empleo permanente" o simplemente motivados por una tarifa diaria o extender su asignación.

No todos los ejecutivos o directivos, aun con una preparación adecuada, están capacitados para ser interim managers, ya que la labor se desarrolla fundamentalmente como profesional autónomo. Al comienzo de esta modalidad profesional se suelen cometer varios errores:
1. Pasividad, no hacer nada esperando que lluevan las ofertas.
2. Hablar de uno mismo, en las reuniones con clientes.
3. Hacer las propuestas, como si se tratara de ventas o consultoría.
4. Fase pasajera,  hasta que llegue un contrato fijo.
5. Miedo a la incertidumbre.

En todo caso, la decisión para convertirse en interim manager requiere unas cuantas acciones para entrar en el mercado. Aunque la mayoría de estos ejecutivos se mueven por referencias, también pueden ofrecer sus servicios a agencias especializadas o intermediarios de oportunidades, algunas veces agrupadas en asociaciones de interim management.